# Rhodomonas
Rhodomonas ist eine Gattung aus der Algengruppe der Cryptophyceae. Sie kommt vorwiegend im Meer, einige Arten auch im Süßwasser vor.

## Merkmale
Die Vertreter sind kleine Einzeller, die unter 20 Mikrometer groß sind. Ihre Form ist länglich asymmetrisch. Sie besitzen einen Zellkern und einen Plastiden, der rot bis olivfarben ist sowie zweigeteilt. Diese beiden Lappen des Plastiden sind über eine Brücke verbunden, in der sich ein Pyrenoid befindet. Die zwei unterschiedlich langen Geißeln setzen etwas unter dem vorderen Zellende an und liegen in einem trichterförmigen Bereich des Schlund-Furchenbereichs. Im Schlund befinden sich etliche explosive Organellen (Ejektosomen). Die kontraktile Vakuole sitzt meist in der Nähe des Vorderendes.
Die ungeschlechtliche Fortpflanzung erfolgt durch eine komplexe Form der Längsteilung, in deren Verlauf die Polarität der Tochterzellen umkehrt. Geschlechtliche Fortpflanzung wurde bei Rhdomonas noch nicht beobachtet.

## Vorkommen
Rhodomonas kommt vorwiegend im Meer vor. Im Süßwasser kommen zwei Arten in Europa vor. Sie kommen selten in kalten bis gemäßigten Gewässern vor.

## Rhodomonas-Arten
- R. abbreviata Butcher 1967 ex Hill & Wetherbee 1989
- R. baltica Karsten 1898
- R. chrysoidea Butcher 1967 ex Hill & Wetherbee 1989
- R. duplex Hill & Wetherbee 1989
- R. falcata (Butcher 1967) Hill & Wetherbee 1989
- R. heteromorpha Butcher 1967 ex Hill & Wetherbee 1989
- R. lens Pascher & Ruttner 1913[1]
- R. maculata Butcher 1967 ex Hill & Wetherbee 1989
- R. marina (Dangeard 1892) Lemmermann 1899
- R. ovalis Nygaard 1950
- R. pusilla (H.Bachmann) Javornický 1967[2]
- R. radix Javornický 2001
- R. rubra Geitler 1921
- R. salina (Wislouch 1924) Hill & Wetherbee 1989[3][4]
- R. stigmatica (Wislouch 1924) Hill 1991
- R. tenuis Skuja 1948

Rhodomonas lacustris (Pascher & Ruttner 1913) Javornicky gilt aktuell als ein Synonym von Plagioselmis lacustris (Pascher & Ruttner) Javornicky. Weitere fragliche Arten sind:
- ?R. gracilis Schiller 1925
- ?R. helgolandii (Santore)
- ?R. irregularis Butcher 1967 ex Chihara 1989
- ?R. ruttneri Schiller 1925

## Belege
- Karl-Heinz Linne von Berg, Michael Melkonian u. a.: Der Kosmos-Algenführer. Die wichtigsten Süßwasseralgen im Mikroskop. Kosmos, Stuttgart 2004, ISBN 3-440-09719-6, S. 88.